# Оксіюк Йосиф Федорович
Йо́сиф Оксію́к (Йосип Федорович Оксіюк; 22 вересня 1894 — 23 квітня 1991, Київ) — український релігійний діяч, церковний історик, каноніст, богослов, патролог. Єпископ Лубенський та Мирогородський УАПЦ. Брат Митрополита Макарія (Оксіюка), предстоятеля Польської православної церкви. Після Другої світової війни працював секретарем редакції часопису Львівської єпархії МП «Православний вісник». 

## Біографія
Народився у селі Луковисько Константинівського повіту Холмської губернії (тепер Польща). 1914 року закінчив духовну семінарію в Холмі та вступив у Київську духовну академію.
Здобув ступінь магістра теологічних наук в у грудні 1917 року. Викладав у Київській академії патрологію.
У 1919 р. запрошений професором кафедри Християнської Церкви університету в м. Кам'янець-Подільський. Спеціалізувався на історії церковних канонів, займався перекладами богослужбових книг  українською мовою.
Належав до Кирило-Мефодіївського Братства, яке формувалося переважно з членів Всеукраїнської православної церковної ради. Допомагав Раді заново підготовляти скликання Всеукраїнського Церковного Собору. 1921 року став викладачем загальної історії в Кам'янецькому інституті народної освіти. Звільнений у 1922 р.

### Духовна кар'єра
Прийняв священство в травні 1922 року. 4 червня 1922 року висвячений одруженим на єпископа УАПЦ з осідком в місті Кам'янець-Подільський. Хіротонію здійснили митрополит Київський і всієї України Василь (Липківський) у співслужінні архієпископа Вінницького Іоанна (Теодоровича). З січня по серпень 1923 року займався єпархіяльною діяльністю у Харкові. В серпні 1923 року обраний архієпископом Лубенським і Миргородським.
На початку 1925 року головував на засіданні Вищого церковного суду, який займався розслідуванням акції єпископів Братства «Діяльна Христова Церква» і виключив її керівників із складу УАПЦ. Комуністична влада заборонила йому протягом двох років виїзди з Лубен і Миргороду.
На другому Всеукраїнському православному церковному соборі в Києві 1927 архиєпископа Йосипа Оксіюка було обрано на другого заступника Митрополита Київського і всієї України.
З 1928 року очолив Полтавську єпархію. Під тиском влади разом із єпископатом УАПЦ змушений відійти від справ Церкви. Після переслідувань комуністичним режимом жив у крайній нужді. Працював перекладачем і літредактором у видавництвах Харкова, був рахівником артілі «Кооптвзутремонт» у Полтаві.

### Репресії
Архієпископ Йосиф арештований 3 березня 1937 року. Засуджений Особливою нарадою при НКВД СССР 22 серпня 1937 року за ст.ст.54-10, 54-11 КК УРСР до 8 років позбавлення волі. Покарання відбував в північно-східних концтаборах Дальбуду (Колима). Звільнений 3 березня 1945 р. Працював бухгалтером управління автобази № 2 системи Дальбуду.

### Член Московської патріархії
В 1946 року за клопотанням старшого рідного брата Михайла, якого було висвячено на єпископа Львівського і Тернопільського РПЦ 22 квітня 1945 року, переїздить до Львова. Був секретарем і співробітником свого брата — першого післявоєнного Архієпископа РПЦ у Львові — Макарія (Оксіюка), який 1951 року став Митрополитом Православної Автокефальної Церкви у Польщі. Працював в управлінні Львівсько-Тернопільської єпархії на посаді. Вийшовши на пенсію — ерудований богослов, досвідчений журналіст — Йосип Оксіюк до останніх днів працював у редакції як член редколегії.
Реабілітований Полтавським обласним судом 7 вересня 1960 р. Помер 1991 року в місті Києві, перед тим відмовившись очолити як архієрей відновлену УАПЦ.

## Богословська праця
В 1924–1925 роках написав церковно-історичну монографію «Українська Православна Церква в княжі часи». У перекладах з грецької мови на українську «Богослужби Постової Тріоді і Тріоді Цвітної» виявився знавцем духа чинів Богослужінь і вправним стилістом. Автор трактату «Найвідоміші канони в Церкві Христовій». Був членом редколегії журналу до кінця життя «Православний вісник».